# 스웨덴의 복지
스웨덴의 복지는 스웨덴의 복지를 시행하기 위한 단체와 법에 의해 시행된다. 높은 복지와 함께 높은 세금 부담률이 특징이며 학교, 보육, 건강, 연금, 노인 복지, 사회복지 사업 등을 국가가 거의 무상 제공하고 있다. 이는 3개 부처로 나뉘며 사회 복지는 사회 건강부(스웨덴어: Socialdepartementet), 교육 복지는 교육 개발부(스웨덴어: Utbildningsdepartementet), 노동자 복지는 고용청(스웨덴어: Arbetsmarknadsdepartementet)이 각각 담당한다.

## 사회 복지
스웨덴의 사회 복지는 사회 건강부가 담당한다. 이는 금융, 질병, 고령자, 사회 서비스, 의료, 아동 보호, 장애인 지원 등이 포함된다.

### 보건 의료
스웨덴의 의료는 국가의료보험이 존재하는 지방 분권제이다. 국가의료보험은 스웨덴 중앙 정부와 지방 정부가 징수한 세금으로 대부분의 재정을 마련한다. 주로 공영이지만 민간의료보험도 존재한다. 보건 의료비는 스웨덴 GDP의 9%를 차지하고 있다.

### 고령자 복지
고령자 복지는 스웨덴 지방 정부가 관할하고 있다. 양로원과 자택 요양이 포함된다.

### 사회 보장 제도
스웨덴의 사회 보장 제도는 스웨덴 사회 보험 단체가 관할하고 있으며 그 외 개별적 사회 보장 제도가 존재한다.

- 양육 수당(Barnbidrag) 및 부모 수당(Föräldrapenning): 16세 자녀까지 금전적 지원 및 아동 한명당 480일 분의 양육 휴업 지원, 질병 및 장애아에 대한 수당이 있다.
- 주택 수당(Bostadsbidrag): 주거지 마련에 대해 지원하며 소득 제한이 있다.
- 상병 수당(Sjukpenning), 상병 보상 연금(Sjukersättning), 장애인 소득 보상금(Handikappersättning): 병이나 장애로 일하지 못할 때 받는 수당
- 노인 연금(Ålderspension), 보증 연금(Garantipension): 퇴직자 수당
- 생계비 보조금(Försörjningsstöd): 저소득자에게 지원되는 생계 유지 수당이다.[4]

#### 교육 복지
스웨덴은 대학교까지 무상교육이다. 이는 스웨덴이 대졸이상 학력을 갖춘 인재들을 양성하도록 해 주었다.

## 노동자 복지

### 노동정책
- 연대임금제 : 노동조합과 자본가의 중앙협의로 산별 임금차별을 줄이고 있다. 또한 최저임금도 노사가 같이 정하는데, 평균임금의 62%이다. 즉, 스웨덴은 노동조합과 자본가가 같이 회사를 꾸리는 공동경영을 하고 있다고 볼 수 있다. 연대임금제는 동일노동-동일임금을 적용함으로써 직장에서의 차별을 개선하는 정책이며, 연대임금제를 참여할 수 없는 영세사업장들은 자연스럽게 퇴출되도록 하여 일자리의 질을 개선하는 효과까지 있다. 물론 이 과정에서 생기는 실직자들은 국가가 적극적 노동정책으로써 좋은 일자리로의 이동이 되도록 한다.
- 비정규직 정책 : 비정규직의 비율과 비정규직과 정규직의 임금차별이 낮다. 스웨덴의 비정규직은 15%이며, 정규직의 80%를 받는다.
- 창업지원 : 노동자가 자영업자로 전환할 경우에 사업계획서를 내야 하며, 창업전문가들이 자영업을 해도 되는지 결정한다.
- 퇴직자 : 스웨덴에서는 퇴직자에 대해 벌이가 없어 생활에서 어려움이 없도록 1년동안 월급을 주고 있으며, 6개월치 월급을 한 번에 준다. 퇴직자들의 전직을 돕는 민간회사인 ‘노동자안정위원회’에서 보충실업급여(처음에 월급의 80%, 그 다음에는 70%)를 지불하며, 창업에 필요한 절차와 법률, 세무 등 실무지식도 가르친다. 대신 퇴직자는 노동자안정위원회에 월급의 0.3%를 지불한다.
- 실업보험 : 스웨덴의 실업보험제도는 부문별 노조가 만든 실업기금을 통해 운영된다. 노동자는 취직과 함께 실업기금에 가입하는데, 이 과정에서 자연스럽게 노조원이 된다. 노조 조직률이 80%를 넘는 것도 이런 이유에서다. 이씨는 직장에 다닐 때 한 달에 실업보험료로 100크로나, 노조회비로 200~300크로나를 냈다. 스웨덴 실업보험기금연합 멜케르 외데브링크 이사는 “재원은 고용주가 55%, 노동자가 45%를 부담한다”고 말했다.

## 같이 보기
- 노르딕 모델
- 헌법 경제학